# Superman visszatér
A Superman visszatér egy 2006-os fantasztikus akciófilm, melynek főszereplője a DC Comics fiktív szuperhőse, Superman, aki 19 év kihagyás után tér vissza a mozivászonra. A filmet Bryan Singer, az X-Men – A kívülállók és az X-Men 2 direktora rendezte, a főszerepekben pedig Brandon Routh, Kate Bosworth és a kétszeres Oscar-díjas Kevin Spacey látható.
Superman öt év után tér vissza a Földre. Ismét felveszi titkos identitását, Clark Kentet, s rádöbben, hogy időközben szerelmének, Lois Lane-nek fia született, aki most ötéves. Superman nemezise, a visszatérő főgonosz, Lex Luthor új tervet eszelt ki a hős legyőzésére. Bryan Singer rendező elmondta, hogy az új produkcióhoz a Christopher Reeve-féle Superman-filmek első két részét vette háttértörténetnek, vagy inkább afféle laza kapcsolódási pontnak. A néhai Marlon Brando szerepét, Superman biológiai apját, Jor-Elt számítógépes trükkök és archív felvételek segítségével hívták életre.

## Szereplők
| Szereplő            | Színész            | Magyar hang      |
| ------------------- | ------------------ | ---------------- |
| Superman/Clark Kent | Brandon Routh      | Nagy Ervin       |
| Lois Lane           | Kate Bosworth      | Németh Borbála   |
| Lex Luthor          | Kevin Spacey       | Forgács Péter    |
| Richard White       | James Marsden      | Debreczeny Csaba |
| Perry White         | Frank Langella     | Kristóf Tibor    |
| Jimmy Olsen         | Sam Huntington     | Simonyi Balázs   |
| Kitty Kowalski      | Parker Posey       | Kéri Kitty       |
| Stanford            | Kal Penn           |                  |
| Martha Kent         | Eva Marie Saint    | Kassai Ilona     |
| Jason White         | Tristan Lake Leabu | Czető Ádám       |
| Jor-El              | Marlon Brando      | Beratin Gábor    |

## Cselekmény
A film egy rövid szöveges prológussal nyit, ami a jelenig fűzi a történetet: Superman otthona, a Krypton megsemmisült egy szupernova lökéshulláma következtében, amit a rendszer napja, egy vörös óriás okozott. Superman öt évet töltött távol a Földtől; miután csillagászok bemérték a Krypton helyzetét, odaindult, hogy felmérje a maradványait. A bevezető után Superman kristályos űrhajója lezuhan a Kent-farm közelében. Amint Martha Kent a becsapódás helyén kutat, Clark felé nyúl és összeesik anyja karjaiban.
A szuperhős távolléte alatt a szereplők megváltoztak. Lois Lane-t időközben eljegyezte Richard White, a Daily Planet főszerkesztőjének unokaöccse, s gyerekük is született, Jason. Lois csalódása, neheztelése Superman felé annak távozása és hosszú hiánya miatt, illetve iránta való érzései komoly belső konfliktust eredményeztek, ami sosem oldódik fel teljesen.
Superman úgy érzi, köteles segíteni az emberiséget, és nem magára hagyni. Elárulja Loisnak, hogy “mindent hall”, és a világnak kell egy megmentő, mert minden nap hallja az emberek sírását érte. A nő írt egy cikket “Miért nincs szüksége a világnak Supermanre” címmel, amiért Pulitzer-díjat kapott.
Mivel Superman nem jelent meg tanúként a tárgyalásán, Lex Luthort kiengedték és feleségül vett egy idős hölgyet, aki élete utolsó pillanatában mindenét ráhagyta a férfira. Újonnan megszerzett anyagi forrásai felhasználásával felkutatja a Magányosság Erődjét, Superman búvóhelyét. Luthor ellopja az ott talált kristályokat, melyek képesek megnöveszteni épületeket vagy autókat, de akár új földterületet is alkotnak, és ismeretet szerez a Kryptonról Superman apja holografikus felvételeinek köszönhetően. Luthor kipróbálja a kristályok erejét egy terepasztalon, ám nem várt következményképp több száz mérföldes körzetben kimarad az áramellátás, így Supermannek meg kell mentenie egy űrsiklót és repülőt, s e cselekedetével tűnik fel távozása óta először a nyilvánosság előtt.
Luthor elvetemült terve az, hogy egy új kontinenst hoz létre az Atlanti-óceánon, ami méretével és növekedésével Észak-Amerika nagy részét elpusztítja, milliárdok halálát okozva. A kitörő káoszban pedig a kristályok birtokosaként a világ szuperhatalmává válhat. Hogy Superman ne tudja keresztülhúzni számításait, ellopja az eredeti addis abebai meteoritot, ami nyomokban tartalmazza a kryptonit maradványait. Emberei előállítanak belőle egy zöld kryptonithengert, Luthor közben magához vesz egy éles darabot a zöld kőzetből, majd a kész formába egy kristályt helyez, s így növeszti a földet az óceánban.
Amint a kontinens egyre méretesebb lesz, Superman kimenti a Luthor luxusjachtján korábban jelen lévő Loist és Jasont, illetve a segítségükre érkező, de kudarcot valló Richardot a vízből. Superman érkezése előtt a hajón Jason megvillantotta különleges képességét, mikor anyjának szüksége volt rá, s mindez sejteti, hogy valójában nem Richard az apja. Miközben Superman a szigetet ellenőrzi, a föld belsejében lévő kryptonit meggyengíti, így könnyű prédává válik Luthornak, aki az hegyes kyptonit-darabbal meg is sebezi a hőst. Lois és Richard megmenti a vízben elmerülő Supermant, aki végül képes megakadályozni a súlyos katasztrófa bekövetkezését az újonnan keletkezett földrész felemelésével és a világűrbe hajításával, ám mindezzel életét kockáztatja. Luthor és élettársa/szövetségese, Kitty kereket old egy helikopterrel, s a nő felszálláskor, látható lelki küszködés közepette, a kristályokat a szigetre ejti, még mielőtt az az űrbe emelkedik. Feladata elvégeztével Superman eszméletét veszti és visszazuhan a Földre, ahol azonnal kórházba szállítják. Az orvosok minden próbálkozása hiábavalónak bizonyul, mivel Superman teste ellenáll a tűknek és defibrillátoroknak. Már a halál kapujában lebeg, mikor visszanyeri erejét.
Lex és Kitty egy lakatlan szigeten ragad, mivel a helikopterből kifogy az üzemanyag.
Ezt követően Loist látjuk, amint laptopja felett ülve egy “Miért van szüksége a világnak Supermanre” címmel megkezdett cikken elmélkedik. Jason a szobájában alszik, miközben Superman nézi őt, majd ugyanazokkal a szavakkal szól hozzá, amiket annak idején apja, Jor-El mondott neki. Jason felébred, de ekkor már csak az üres szoba és a nyitott ablak fogadja. Lois kimegy a szabad levegőre rágyújtani, amikor megpillantja a felette lebegő Supermant. Csak annyit kérdez tőke: “Mikor láthatlak újra?”, amire a válasz: “Én mindig látlak. Jó éjt, Lois.” Ekkor Superman felrepül egészen a sztratoszféráig, majd elsuhan a kamera előtt mosolyogva, akárcsak Christopher Reeve annak idején.

## A produkcióról

### A filmterv története
1987-ben a Warner Bros. és a Cannon Films tervei szerint bemutattak volna egy ötödik filmet a Superman IV: A sötétség hatalmához leforgatott, de fel nem használt jelenetek igénybevételével, amennyiben a negyedik rész sikerre talál. Ám a film megbukott, s az elképzeléseket jegelték. Alexander Salking, aki korábban a Superman filmfranchise jogtulajdonosa volt, elképzelt egy folytatást, amihez a saját Superboy tévésorozatának mítoszát vette volna alapul. Ezen tervezet a Superman: The New Movie (Superman: Az új film) címet viselte, de végül meghiúsult. Néhány évvel később bejelentették, hogy Nicolas Cage fogja játszani Supermant, Tim Burton lesz a rendező és feltűnik Anthony Hopkins is Jor-El szerepében. Cage, aki maga is nagy rajongója a szuperhősnek, folyamatosan lobbizott a filmterv beindulásáért, még jelmezpróbára is elment. A '90-es évek közepén az a hír járta, hogy a film, Superman Reborn (Superman újjászületik) címen a "The Death and Life of Superman" adaptációja lesz. Doomsday, Brainiac és az Eradicator mind megjelentek volna Superman végső újjászületésében, s Batman (akinek szerepét Michael Keatonnek szánták) is tiszteletét tette volna Superman temetésén, magasztos szavakkal búcsúztatva őt. Le is gyártottak posztereket egy ezüst 'S'-sel fekete háttér előtt, "Jön! 1998" felirattal, még mielőtt a projektet törölték. Az egyre növekvő költségvetés és Christopher Reeve súlyos balesete miatt a teljes filmötlet kudarcba fulladt.
Kevin Smith rendező (és szintén nagy Superman-rajongó) két vázlatot is írt a "The Death of Superman" sztorivonal alapján. Míg az első hű maradt a képregényhez, Smith második adaptálása Jon Peters producer elutasítására talált, s nagyban eltért az eredeti műtől. Ebben Superman nem tud repülni, nem kék-piros jelmezt visel (hanem fekete szuperruhát) s Doomsdayjel küzd meg, aki egy hatalmas mechanikus pókot irányít. Tim Burton később átvette a produkciót, elhagyta Smith forgatókönyvét és átnevezte a filmet Superman Livesre (Superman él), ám a terv végül dobozba került a rendezésben felmerült konfliktusok miatt. Joseph "McG" McGinty Nichol egy ízben szóba került rendezőként, de a stúdióval a büdzsén és a helyszíneken való összekülönbözés okán kiszállt. A Csúcsformában rendezője, Brett Ratner került képbe rövid időre, Josh Hartnett, Brendan Fraser és még jópár név pedig a címszerepre lett kijelölve, míg Johnny Depp Jor-El és Lex Luthor szerepéért járt meghallgatáson. Ám egyetlen jelentősebb hollywoodi sztár sem írta alá az Acélember szerepére a szerződést, ezért a projekt ismét dugába dőlt.

### A megvalósulás felé
Végül az X-Men – A kívülállók direktora, Bryan Singer, aki közismerten a karakter rajongója, lemondott az X-Men: Az ellenállás vége elkészítéséről, hogy a Superman visszatért rendezhesse. Köszönhetően Oscar-díjas alakításának Singer Közönséges bűnözők című filmjében és a rendezővel való barátságának, Kevin Spacey rögtön megkapta Luthor szerepét. Ő javasolta Lois Lane szerepére Kate Bosworth-t, aki A tengeren túlon című filmben feleségét, Sandra Dee-t alakította, s egy jelenetpróba után a lányé lett a lehetőség. Singer, ellentétben az előző rendezőjelöltekkel, mindig is tudta, hogy az ő Supermanjét egy ismeretlennek kell életre keltenie. Száz és száz jelentkező meghallgatása után Iowában rálelt egy 24 éves pultosra, Brandon Routhra, akinek közép-nyugati gyökerei és jámborsága illeszkedett Clark Kent ügyetlenkedő személyiségéhez, karizmája pedig alkalmassá tette Superman szerepére. Egy találkozó után Singer Routhnak adta főszerepet, ám a fiú, miután véletlenül leöntötte egy itallal a rendezőt, megijedt, hogy ezzel elesett a lehetőségtől, de éppen ez volt az, ami Singert meggyőzte, hogy ő a megfelelő az esetlen Kentnek. 2005-ben Brandon Ruth bemutatkozott a médiának is mint az Acélember.
Annak ellenére, hogy a legtöbben az eredeti Richard Donner-film feldolgozását vagy a Doomsday-sztorivonalat szerették volna látni, Singer a saját eredeti vázlatait választotta. Interjúkban magyarázatként elmondta, az eredeti film egy klasszikus és ő sohasem másítaná meg, amit Donner eredetileg elképzelt és megvalósított. Az X-Men 2-nél közreműködő Dan Harris és Michael Doughertyvel az oldalán Singer a Supermanhez és a Superman 2.-höz igazította a forgatókönyvet. Az első változatban feltűnt Zod tábornok, akinek szerepére kezdettől fogva Jude Law-t képzelték el. Miután Law háromszor is nemet mondott, Singer törölte a szerepet.
Singer bevallása szerint a legnehezebb kihívást egy olyan akadály megtalálása jelentette, aminek leküzdése lehetetlen Superman számára: az idő és a változás, ami Lois fiában, Jason White-ban ölt testet. Elmondása szerint Jason örökké emlékezteti Supermant arra, hogy eltávozásával elszalasztotta Loist, s öt év után nem képes tenni semmit ez ellen, nem úgy, mint az első filmben, ahol visszaforgatta az időt, hogy megmentse Loist.
Míg Superman jelmeze több különböző változáson ment át az évtizedek folyamán, a szerelést ebben a filmben a 21. századhoz igazították, egyaránt van benne modern és retro elem. Az alapvető színek több fokozattal sötétebbek, így a világos részek kevésbé láthatóak, az anyag pedig hálós szövet, ami a közeli felvételeken vehető észre. A Superman mellkasán lévő embléma sokkal kisebb és háromdimenziós. A 2005-ös San Diegó-i Comic Conon Bryan Singer ezt azzal indokolta, hogy az eredeti selyem jelzés inkább hasonlított egy hirdetőtáblára. Az emblémát kisebb emblémák százai alkotják.
A köpeny nélkülözi a sárga és fekete jelzést, s most láthatóan más anyagból van. A csizmát is lecserélték, ezúttal egyértelmű a gumi mivolta. Végezetül, az övet és az övcsatot is megváltoztatták, a csat kiegészült egy Superman-emblémával. Ezeket a módosításokat a Fleischer Studios ’40-es évekbeli Superman-rajzfilmjeiben látható jelmez inspirálta, amely az eredeti Jerry Siegel/Joe Shuster-féle Superman képregényt vette alapul.
A film a híresztelések szerint minden idők egyik legdrágábbika, a maga 270 000 000 dolláros költségvetésével. Bryan Singer rendező elmondása alapján azonban "egy kicsit kevesebb, mint 200 000 000 dollárba" került a produkció. A Rotten Tomatoes későbbi állítása szerint a rendező elismerte, hogy az előbbi adat megközelíti a teljes ráfordításokat. Később egy tévéműsorban úgy tisztázták az ellentmondásos nyilatkozatokat, hogy Singer a 260 millióba beleértette a már színrelépése előtt a filmterve költött összegeket, semmint hogy büdzsé-túllépésről lenne szó.
Különböző cikkekre szerint az előkészületi procedúrákban olyan szerződések születtek, melyek értelmében a produkcióban részt vevőket akkor is kifizetik, ha a gyártás nem a tervezett szerint alakul. A Variety szerint Singer bekapcsolódása előtt a költségek már átlépték a 40 millió dollárt. A TheNumbers.com oldala Bryan Singerre hivatkozva közölte a Superman visszatér költségeit 250 millió dollárosként 2004 végén, a rendező azonban később ezt a számot tagadta. A Variety munkatársa, Pamela McClintock 2006 februárjában azt írta, hogy a Warner Bros. nem hivatalosan 184 millió dollárra lőtte be a büdzsét, míg a Newsweek egy 2006. júliusi interjújában Bryan Singer elmondta, hogy a végső költségek 204 millió dollárt igényeltek, beleértve a készítést és a reklámkampányt. Október 30-án a Variety közölte, a stúdió 209 millió dollárra állapította meg a kérdéses számot az adóvisszaigényléseket követően.

### Forgatás
A Superman visszatér forgatása Ausztráliában vette kezdetét, külső helyszíneken, köztük egy farmon Gunnedah közelében és Sydneyben. A további jeleneteket az Egyesült Államokban rögzítették. Az egész filmet magasfelbontású videóra vették fel, Panavision Genesis kamerákkal. Singer elmondta, hogy az első vágás után a mozi 2 óra 45 perces volt.

### Vizuális effektek
Marlon Brandót újraalkották számítógépes technológiát használva, melyhez támpontul az eredeti Superman-film felvételeit vették, s emellett fényképeket is szkenneltek cyberscannel a színészről. 2006 júniusában a Rhythm and Hues speciális effektekért felelős stúdió videót jelentetett meg, mely a folyamat részleteit ecseteli. Ez megtalálható a Superman visszatér kétlemezes DVD-változatán, noha a háttérzene és a végefőcím különbözik.

## A film promóciója
A Warner Brothers masszív reklámhadjáratot indított a film bemutatóját megelőzően. A forgatás alatt Singer folyamatosan tette közzé a BlueTights.net oldalán videonaplóit, amik példa nélküli naprakészséggel engedtek betekintést a munkálatokba; más esetekben a kulisszák mögötti eseményeket rendkívüli tikolózás övezi. A 27. rész után azonban egy időre leálltak a videonaplók, röviddel az első teaser trailer debütálása előtt. Ezt a Warner 2005. november 17-én jelentette meg, szerepelt benne John Williams zenéje és Marlon Brando szövege az eredeti Superman-filmből. A végső előzetes 2006. május 2-án került fel az internetre (három nappal a mozis indulása előtt), amire május 5-én került sor a Mission: Impossible III vetítései előtt, míg a nemzetközi trailer 19-től volt látható A da Vinci-kód előtt. A második teljes ízelítőt az X-Men: Az ellenállás vége vetítéseihez kapcsolva adták le május 26-ától, míg a harmadik a film új hivatalos oldalán volt megtekinthető 2006 júniusától.
2006. május 11-étől a stúdió elkezdte a tévéreklámos kampányát kilenc különböző szpottal, s június közepe felé több weboldal is mutatott be részleteket a Superman visszatérből. Az iTunes Music Store szintén elérhetővé tett egy exkluzív jelenetet június 20-án, ami a továbbiakban az apple.com-on tekinthető meg.
A Warner Bros. más cégekkel kötött promóciós szerződései hosszú listát képeznek. Az ismert márkanevek között megtalálható a Generel Mills, a Burger King, a Duracell, a Pepsi, a Mountain Dew, a Lays, a Fritos, a Doritos, a Papa Johns, a 7/11 és a Colgate. A stúdió a Red Bull Racing Formula–1 autóin is reklámozta a filmet a 2006-os monacói nagydíjon, melyet David Coulthard meg is nyert; a dobogón supermanes sapkát viselt. A NASCAR bajnoka, Jeff Gordon szintén az "Acélember" imázsnak megfelelően versenyzett #24 Chevrolet Monte Carlójával a 2006-os Pepsi 400-on a Daytona International Speedwayen.
A Superman képregények publikálója, a DC Comics június folyamán négy prequel kiadással kötötte szorosabbra az új film és a korábbiak közötti kapcsolatot. A 40 oldalas kiadványok szolgáltak hídként a Superman 2 és a Superman visszatér eseményei között; címeik pedig Krypton to Earth (az 1978-as filmből való eredetet mutatja be újra Jor-El főszereplésével), Ma Kent (Martha Kent fia nyomában, Clark élete és felcseperedése, s a kilátások atekintetben, hogy valaha újra látják-e egymást), Lex Luthor (Lex Luthor börtönben eltöltött ideje, találkozása Kittyvel és a gazdag idős hölggyel) és Lois Lane (Lois Lane elveszíti az Acélembert, első találkozása Richarddal és Jason születése).
A DC Comics a film Martin Pasko által írt és Matt Haley által illusztrált képregényverzióját is megjelentette. Az adaptáció története csak a fő sztoriszálra fókuszál, s nem tesz említést arról, hogy Jason Superman fia lenne. A regényváltozat Marv Wolfman írása, a Warner Books adta ki 2006. június 1-jén. Ebben sem szerepel a Jason-Superman kapcsolat. Brutust, Luthor egyik emberét Lois öli meg, amint ráborít egy könyvespolcot. Ugyanakkor, akárcsak a filmben, Jason az, aki észreveszi a fuldokló Supermant.
A Superman visszatér videójátékot 2006. november 22-én dobta piacra az Electronic Arts.
A filmzenealbumot (Damon Intrabartolo vezényletével és John Ottman zenéjével) 2006. június 27-én adta ki a Rhino Records.

### Dokumentumfilm
Közvetlenül a film bemutatója mutatták be a Nézd, fent az égen! – Superman csodálatos élete című dokumentumfilm, ami a teljes Superman-univerzumot lefedi. Bryan Singer és Kevin Spacey mellett közreműködik benne több korábbi és jelenlegi színész, rendező, író, művész és rajongó.

### IMAX 3D bemutató
A Superman visszatért egyidejűleg bemutatták 111 IMAX formátumú moziban is világszerte, amikben összesen 26 percnyi speciálisan konvertált 3D-s anyagot láthat a néző. Ez az első hollywoodi élőszereplős film, amit ebben a kombinált formában tárnak a közönség elé. A film folyamán feltüntetik, mikor kell a látogatóknak felvenniük a 3D-s szemüveget. Az ilyen jelenetek a Memories (a farmon), a Rough Jet (a gép megmentése), a Saving The Lanes (az elsüllyedt jacht felemelése) és a Fly Away (végefőcím repülés). A legutóbbi hasonlóan prezentált filmek a Kémkölykök 3D: Game Over és a Cápasrác és Lávalány kalandjai 3D-ben voltak, ám ezek nem kerültek IMAX-mozikba vagy polarizált 3D-be, anyagi okokból és a DVD-formátum tranzisztálását megkönnyítendő. Nem várható, hogy a Superman ezen verziója a közeljövőben az IMAX-mozikon kívül is látható lesz.
A Superman Returns: An IMAX 3D Experience 30 millió dollárt hozott 2006 szeptemberével bezárólag világszerte az IMAX-mozikból.

## Visszajelzések
A San Diego Comic-Conon Bryan Singer bemutatott egy ötperces videomontázst a filmből több, mint hatezer néző előtt, akik óriási lelkesedésükben álló ovációval fogadták a látottakat, s a rendező kérésükre másodjára is levetítette a jelenetsort. Christopher Reeve néhai özvegye, Dana Reeve a The Oprah Winfrey Showbeli szereplése alkalmával 2005-ben megtekintette a sajtónak közzétett fotót Brandon Routhról és rábólintott a színészre és jelmezére. Később elküldött Routhnak két "S" jelzésű medált és a “Tovább” szót, áldását adva a színészre. Dana Reed 2006. március 6-án hunyt el, a film befejezte előtt. A National Association of Theatre Owners ShoWest megállapodásán bemutatott felvételmontázst kedvezően fogadták 2006 márciusában. Egy videobejátszáson Richard Donner, az eredeti film rendezője jóváhagyta Routhot mint Supermant, állítva, “Annyira hasonlít Chrisre, hogy az valami rendkívüli. Kész vagyok rá, hogy lássam repülni és tudom, Bryan [Singer] összehozza.”

### Kritikák
A Newskweek munkatársa, David Ansen úgy nyilatkozott, “Singer pezsgői mellett az utóbbi idők szuperhősfilmjei éppenhogy almaborok”. Más kritikusok úgy találták, Singer büszkévé tette a Superman-karaktert és a teljes szereplőgárda jól teljesített. Richard Corliss szerint a TIME magazintól „A legjobb Hollywood-i filmek mindig tudják, hogy csempésszenek a közönséget kielégítő történetbe valamilyen fortélyos mondanivalót. A Superman visszatér kapcsolódik ehhez a nagy hagyományhoz. Ezért több, mint Szuper. Szuperjó.” Leonard Maltin hírneves filmkritikus weboldalán így formálta véleményét: “Bryan Singer elénk tárt egy vadonatúj filmet, ami Superman hagyományai előtt tiszteleg, mégis, valahogy oly frissnek tűnik. A Superman visszatér teljesen magával ragadó és magas fokon szórakoztató.” Az Empire még ennél is tovább ment a dicsőítésben, öt csillagból öttel kitüntetve a filmet, s úgy írva le, mint „a legkiválóbb szórakoztató, mióta a Gyűrű-trilógia bezárult.”
Ellensúlyozva a képet, Roger Ebert reakciója a filmmel kapcsolatban nagyon negatív, érzése szerint „Ez egy rosszkedvű, fakó film, amiben még a nagy effektszekvenciák is inkább tűnnek kötelező jellegűnek, mint lelkesen elkészítettnek.” Ráadásul elégedetlensége forrása Routhban és a karakter alapvető megformálásában leledzik: „Az első probléma a szereplőválasztás. Brandon Routhban nincs meg Superman karizmája, és úgy vélem, Clark Kentnek pedig nem kell, hogy legyen…Furcsa, hogy milyen kevés dialógus jut a címszereplőnek.” A San Francisco Chronicle így vélekedik: „A Superman visszatérnek nincs oka létére, hacsak az nem, hogy nyár van, a számítógépes grafika pedig fejlődött Christopher Reeve szuperhősnapjai óta.”
Mindezen kritizáló álláspontok ellenére a filmet jól fogadták mind a kritikusok, mind a nézők. A Rotten Tomatoes oldalán 77%-os „Elismerten friss” minősítést érdemelt ki, a “kritikusok krémje 73%-os értékelése mellett. Az IMDb szavazói 7 csillaggal jutalmaták a Superman visszatért.

### Box Office eredmények
A film 21 037 277 dollárt hozott 2006. június 27-28-ai vetítésein. Mivel a film hivatalos bemutatója 28-án volt, a kedden este 10 óra utáni vetítések 1-2 előadásra korlátozódtak a legtöbb helyen. Ezeket azonban a szerdai bevételhez kalkulálják, mivel a film hossza miatt átlóg a következő napra. A kezdőnapi összegével a produkció 11. a legnagyobb szerdai nyitások listáján és a hetedik a júniusi első hétvégék között, míg a százmillió dollárt leggyorsabban elérő filmek sorában a 24. A Superman visszatér 200 millió dollárt gyűjtött Észak-Amerikában és 190 milliót nemzetközi berkekben, így összesen 390 millió dolláron áll a mutatója. Ezzel 2006-ban a 6. helyet foglalja el hazai mezőnyben, s 9. világviszonylatban.
Bryan Singer rendező elmondta, hogy a stúdió meglepődött a viszonylag magas nemzetközi bevételeken, mivel Supermant inkább amerikai jelenségnek tartják. A Superman visszatér nemzetközi terjesztési stratégiája ellentétben áll a Marvel-pénzcsináló X-Men – A kívülállókkal és Pókemberrel, illetve más olyan franchise-okkal mint az új Star Wars-filmek, melyeket egyszerre mutattak be az Egyesült Államokban, Európában, Ázsiában és a Közel-Keleten. A Disney szintén ez utóbbi módot választotta A Karib-tenger kalózai: Holtak kincse Amerikán kívüli debütjeihez, így a film előbb debütált több külföldi piacon, mint a Superman visszatér, míg hazájában ez fordítva volt.

## Folytatás
A Warner Bros. bejelentette terveit egy folytatásról még jópár hónappal a film bemutatóját megelőzően; az előkészületeket 2007 végére/2008 elejére tűzték ki, a premiert pedig 2009-re. A Superman visszatér debütálása előtt az Egyesült Királyságban egy sajtókonferencián Brandon Routh úgy nyilatkozott, “A film vége szemmel láthatóan rengeteg felfedeznivalót hagy még hátra”. A Newsarama 2006-os San Diego Comic-Conról származó értesülése szerint folynak a tárgyalások Bryan Singerrel a 2009-ben bemutatandó sequel rendezése kapcsán. A cikket idézve: "A történetet illetően Singer elmondta, hogy a Superman visszatér lehetővé tette számára a szereplők bemutatását, egy következő részben pedig jöhetne a Superman-filmek »Khan haragja«-epizódja.” Elárulta továbbá, hogy képbe kerülne egy földönkívüli ellenfél. Egy másik interjúban, a Superherohype.com-on Singer felvetette az Új Krypton sziget visszatérésnek lehetőségét.
2006. augusztus 18-án a Los Angeles Time arról adott értesülést, hogy Alan Horn, a Warner elnöke szerint a Superman visszatér „egy nagyon sikeres film volt”, s tervbe van véve egy folytatás 2009-re. Vélekedések szerint a Superman visszatér hazai box office szereplésétől tették függővé a történet továbbszövését; a Warner legalább 200 millió dollárt várt csak az Egyesült Államokban ahhoz, hogy a folytatásnak zöld utat adjon; ezt a film végül 2006. október 22-én elérte. Október 25-én, az IESB.net jelentette, hogy Bryan Singer rendező és a stúdió között megállapodás született az új filmről. A költségvetést mérsékelik, s több akciót és ellenfelet ígérnek bele, mint elődjébe.
A folytatás az IMDb-n is feltüntetett munkacíme Superman: The Man of Steel (Superman: Az Acélember).

## Díjak és jelentősebb jelölések
- Oscar-díj
  - jelölés: legjobb vizuális effektek
- BAFTA-díj
  - jelölés: legjobb vizuális effektek
- Arany Málna díj
  - jelölés: legrosszabb mellékszereplő színésznő (Kate Bosworth)